# Félix Gaillard
Félix Gaillard d'Aimé, född 5 november 1919, död 10 juli 1970, var en fransk radikalsocialistisk politiker, medlem av Parti républicain, radical et radical-socialiste och landets premiärminister 1957-1958.

## Biografi
1946 invaldes Gaillard till Frankrikes nationalförsamling som medlem av Parti républicain, radical et radical-socialiste. 1957 utnämndes han till finansminister, men blev redan samma år vald till konseljpresident, vilket han var i drygt ett halvt år. Bakgrunden till att Gaillard tillträdde som premiärminister var oroligheterna i det på den tiden franska Algeriet, med anledning av kriget som pågick där. Företrädaren Maurice Bourgès-Maunoury hade föreslagit att allmän och lika rösträtt skulle införas, men detta väckte mycket starka protester, varför han avgick. 
Gaillard, nybliven premiärminister, modifierade Bourgès-Maunourys förslag, och föreslog att lika rösträtt skulle införas tre månader efter att lugn uppnåtts i Algeriet. Även detta förslag mötte motstånd bland den franska befolkningen på andra sidan Medelhavet, eftersom de därigenom skulle hamna i minoritetsställning vid framtida val. De franska bosättarna föreslog i stället att Algeriet framgent skulle bli ett Algérie française varmed territoriet totalt skulle uppgå i Frankrike, med nationalförsamlingen som enda lagstiftande makt. 
Den 8 februari 1958 bombade Frankrikes armé Tunisien utan Gaillards medgivande eller vetskap, vilket blev upptakten till att Fjärde republiken föll samman och Charles de Gaulle utropade Femte republiken. När sedan Gaillard, ännu premiärminister, accepterade medling med Tunisien av president Dwight D. Eisenhower fick han nationalförsamlingen emot sig, tappade deras förtroende, och tvingades avgå. Gaillard kvarblev som ledamot i nationalförsamlingen till 1962. 1958-1961 var han partiledare för Parti républicain, radical et radical-socialiste.
Gaillard avled vid en båtolycka i Bretagne, där hans lik påträffades den 11 juli 1970.